# Reflectometria de domini temporal

Senyal (o energia) transmesa i reflectida des d'una discontinuïtat

La reflectometriade domini de temps o TDR és una tècnica de mesurament que s'utilitza per a determinar les característiques de les línies elèctriques mitjançant l'observació de les ones reflectides. La Transmisiometría de domini de temps (TDT - Time-domain transmissometry) és una tècnica anàloga que mesura l'impuls transmès (més que reflectit) . Junts, proporcionen un poderosa tècnica d'anàlisi de mitjans de transmissió elèctrics o òptics, tals com el cable coaxial o la fibra òptica.
Existeixen variacions de la TDR. Per exemple, la reflectometriade domini de temps d'espectre estès (SSTDR - spread-spectrum Time-domain reflectometry) s'utilitza per detectar fallades intermitents en sistemes complexos i d'alt soroll, tals com el cablejat avions. La reflectometria òptica-coherent de domini de temps (COTDR-Coherent optical Time domain reflectometry) és una altra variant, que s'utilitza en els sistemes òptics, en els quals el senyal de tornada es barreja amb un oscil·lador local i després es filtra per reduir el soroll.
La impedància de la discontinuïtat es pot determinar a partir de l'amplitud del senyal reflectit. La distància a la impedància reflectora també pot determinar-se a partir del temps que triga a tornar l'Impuls. La limitació d'aquest mètode és el temps de pujada mínim del sistema. El temps total de pujada consisteix en el temps de pujada combinat de l'impuls d'activació més el de l'oscil·loscopi (o sampler) que supervisa les reflexions.

## Mètode
L'anàlisi TDR comença amb la propagació d'un graó o impuls d'energia en un Sistema i la posterior observació de l'energia reflectida pel sistema. Mitjançant l'anàlisi de la magnitud, la durada i la forma de la forma d'ona reflectida, la naturalesa de la variació d'impedància en el sistema de transmissió es pot determinar.

### Càrrega resistiva
Si una càrrega resistiva pura es col·loca a la sortida del reflectòmetre i s'hi aplica un graó o impuls d'energia, s'observa el graó del senyal a la pantalla, i la seva altura és una funció de la resistència. La magnitud de l'etapa produïda per la càrrega resistiva pot ser expressada com una fracció del senyal d'entrada donada per:
{\displaystyle \ rho=\ frac{R_{L}-Z_{0}}{R_{L}+Z_{0}}}
on {\displaystyle Z_{0}} és la impedància característica de la línia de transmissió.

### Càrrega reactiva
Per a càrregues reactives, la forma d'ona observada depèn de la constant de temps formada per la càrrega i la impedància característica de la línia.

### Exemples
|  |  |  |

|  | ] |